# 萊克星頓山丘 (加利福尼亞州)
萊克星頓山丘（英語：Lexington Hills）是位於美國加利福尼亞州聖塔克拉拉縣的一個人口普查指定地區。

## 地理
萊克星頓山丘的座標為37°09′28″N 121°59′02″W / 37.15778°N 121.98389°W，而該地最高點為海拔高度381米（即1250英尺）。

## 人口
根據2010年美國人口普查的數據，萊克星頓山丘的面積為12.224平方千米，當中陸地面積為12.136平方千米，而水域面積為0.088平方千米。當地共有人口2421人，而人口密度為每平方千米198人。